# Sierra Ferrera
La sierra Ferrera es una sierra de Aragón (España) que se extiende en dirección este-nort-oeste desde el valle del Ésera hasta el valle del Cinca, entre las comarcas de la Ribagorza y el Sobrarbe, en la provincia de Huesca.

## Geografía
La loma de la sierra describe una forma de S suave entre sus cabos y delimita por la parte norte el valle de Espuña o del río Irués, por los dos tercios más occidentales en su longitud y por el sur la depresión natural de La Fueva. En el tercio más al levante tiene menor altitud y delimita en la parte norte el valle de la aigüeta de Víu y al sur el collado de Foradada. El valle de la aigueta de Víu (aigüeta es barranco) se junta con el de Espuña por el collado de Cullivert.
Desde La Fueva es la masa más visible, destacando con su altitud frente a las otras mucho menores que hay hacia el sur, y es la primera formación de alta montaña en el Pirineo por esa parte. En latitud, se alinea más o menos con el macizo de El Turbón en el otro lado del río Ésera, formando las primeras grandes formaciones del Pirineo, que a su vez se llaman sierras interiores pirenaincas.
Aunque la parte norte de la sierra no tiene ninguna población, en la bajante sur hay un buen número de núcleos de población menuditos, que reciben el nombre colectivo de Bajo Peñas y que engloba desde la capital municipal que es Laspuña, con más de 200 habitantes, hasta despoblados como La Mula. En el Bajo Peñas se encuentra también el Real Monasterio de San Victorián, Bien de Interés Cultural de gran historia y un de los mejores conocidos monumentos del Sobrarbe.

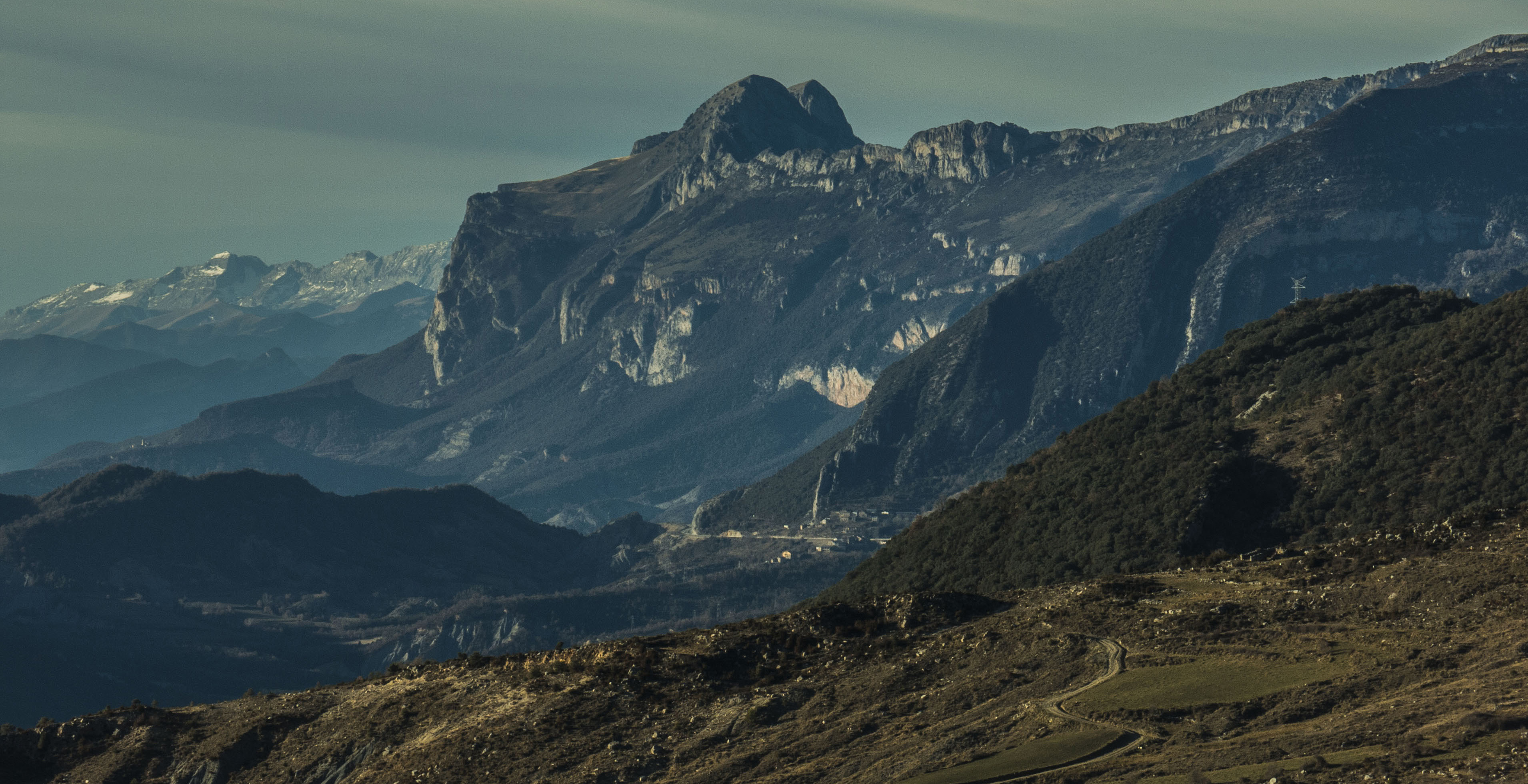
Sierra Ferrera y Peña Montañesa vista desde Merli

## Geología
La sierra Ferrera es una parte efectiva del macizo de Cotiella, formada por la frontera rota de una klipe del gran manto de corrimiento de Cotiella que se desplazó y rompió desde el macizo, en el proceso de orogenia alpina.
El valle que describe el río Irués, conocida como valle de Laspuña, sufrió procesos de glaciarismo en el Pleistoceno que condicionó la forma actual que tiene, y sobre todo, la profundidad que condiciona una situación de umbría casi remanente que la hace inhabitable en gran medida.
La klipe de la sierra Ferrera está hecha de roca caliza, materiales sedimentarios marinos del jurásico y principalmente el cretácico, que se desplazaron por encima de materiales areniscos y sobre todo de margas de épocas posteriores, produciendo un proceso de inversión de estratos en el que las rocas más antiguas se encuentran en la parte superior. Esta disposición se hace patente en la naturaleza del suelo que se puede encontrar en las bajantes habitadas de la sierra, en las que hay paredes casi verticales (cillos) de materiales duros (caliza) en la parte superior, mientras que en las capas inferiores, a partir de la media altitud en su prominencia, el desnivel se acentúa más y pueden incluso aparecer resisteros de material de terrero, tan característicos de la erosión sobre formaciones de margas.
Las cimas de la sierra Ferrera, tan imponentes por su prominencia sobre La Fueva, se pueden avistar desde buena parte del sur de la comarca del Sobrarbe. Los más destacables están en el extremo occidental de la sierra, en la Peña Montañesa, adonde llegan hasta tener algunos cientos de metros de vertical sobre el río Cinca.
Por dentro del estrato calizo hay un buen conjunto de galerías y trozos de karst, muy erosionados por las corrientes de agua por dentro de la peña. Producto de esa erosión existen en los calizos meridionales de la sierra algunas cuevas que se ha habitado desde la prehistoria.
El nombre de la sierra Ferrera deriva de las grandes cantidades de mineral de hierro que se halla en la peña, que desde antiguo se ha explotado.